# مأمور نیانگ
مأمور نیانگ (انگلیسی: Mamor Niang؛ زادهٔ ۴ فوریهٔ ۲۰۰۱) بازیکن فوتبال است.